# Isidore Mankofsky
Isidore Mankofsky (New York City, 22 settembre 1931 – 11 marzo 2021) è stato un direttore della fotografia statunitense.

## Filmografia
- La notte dei demoni (Werewolves on Wheels), regia di Michel Levesque (1971)
- Colombo (Columbo) - serie TV, episodio 7x05 (1978)
- Ecco il film dei Muppet (The Muppet Movie), regia di James Frawley (1979)
- Ovunque nel tempo (Somewhere in Time), regia di Jeannot Szwarc (1980)
- Amore proibito (Forbidden Love), regia di Steven Hilliard Stern (1982)
- Il ritorno degli Ewoks (Ewoks: The Battle for Endor), film TV, regia di Jim e Ken Wheat (1985)
- Sapore di hamburger (Better Off Dead...), regia di Savage Steve Holland (1985)
- La contropartita (Clinton and Nadine), regia di Jerry Schatzberg (1988)
- Skin Deep - Il piacere è tutto mio (Skin Deep), regia di Blake Edwards (1989)